# Cazuelita
Una cazuelita es una pequeña cazuela hecha de masa de maíz (la misma pasta usada para la tortilla de maíz) que se utiliza como guarnición o como aperitivo en la cocina mexicana. Estas pequeñas cazuelas son moldeadas a mano y se fríen en aceite o manteca. Tienen espacio suficiente para contener diferentes tipos de rellenos como salsas, frijoles refritos o guisos.
Así también refiere a pequeños tazones de barro en donde se colocan distintos tipos de acompañamientos.